# SR61
SR61 – wagon silnikowy przebudowany SN61 i eksploatowany przez PKP do prac rewizyjnych przy konserwacji sieci trakcyjnej. Powstały 2 egzemplarze.

## Konstrukcja
Dwa egzemplarze wagonów rewizyjnych SR61 powstały w wyniku przebudów wozów serii SN61. Pierwszy pojazd SR61-001 powstał poprzez przebudowę wagonu SN61-170 wyprodukowanego w 1971 roku, który 26 stycznia 1976 został skierowany na naprawę rewizyjną zakończoną 25 lutego. Drugi SR61-002 powstał po przebudowaniu z SN61-537 (rok produkcji 1974) w 1985 roku. Konstrukcja mechaniczna wagonów pozostała niezmieniona – SR61 to wagon silnikowy, napędzany 12-cylindrowym wysokoprężnym silnikiem spalinowym systemu "Ganz-Jendrassik" (w SR61-002 powstałym z SN61-537, zastąpiony silnikiem Henschla) o mocy 500 KM przy 1250 obr./min. Na obu końcach wagon posiada stanowiska sterownicze. W wagonach zamontowano dodatkowe urządzenia służące pracom konserwacyjnym sieci trakcyjnej – m.in. pantografy. W SR61-002 zamontowano także dodatkowy reflektor na czole pojazdu. Wagony zostały także przemalowane na czerwono-biało.

## Eksploatacja
Spalinowe rewizyjne wagony silnikowe typu SR61 były przeznaczone do kontroli geometrii sieci w stosunku do osi toru. Po zakończonej naprawie wagon SR61-001 z dniem 28 lutego 1976 otrzymał przydział do lokomotywowni Gdynia Grabówek. W październiku 1976 roku w lokomotywowni Malbork nastąpiło uroczyste przekazanie kluczy przez DRKP Olsztyn do pojazdu dla DRKP Gdynia. Potem pojazd w listopadzie 1976 roku był prezentowany na stacji Warszawa Główna w obecności ówczesnego ministra komunikacji Janusza Kamińskiego. W maju 1977 roku odbyła się prezentacja SR61-001 na stacji Ustroń Polana uczestnikom konferencji "20 lat trakcji elektrycznej śląskiej DOKP". W trakcie eksploatacji SR61-001 przechodził trzy naprawy okresowe, którą dokonał MD Malbork w 1982 roku, a pozostałe dwie MD Chojnice w roku 1988 i 1991. W 1996 roku zaprzestano jego eksploatacji, po czym został przeniesiony został do skansenu taboru, gdzie obecnie przebywa skansenu kolejowego w Kościerzynie.
Wagon SR61-002 stacjonował początkowo w Olsztynie, a następnie w lokomotywowni Warszawa Praga. Od roku 1992 nie wykonywał już jazd samodzielnie, a ostatecznie został wycofany z użytku w 2001 roku, a następnie zezłomowany na terenie zaplecza technicznego PKP Energetyka w Idzikowicach.